# نخیب

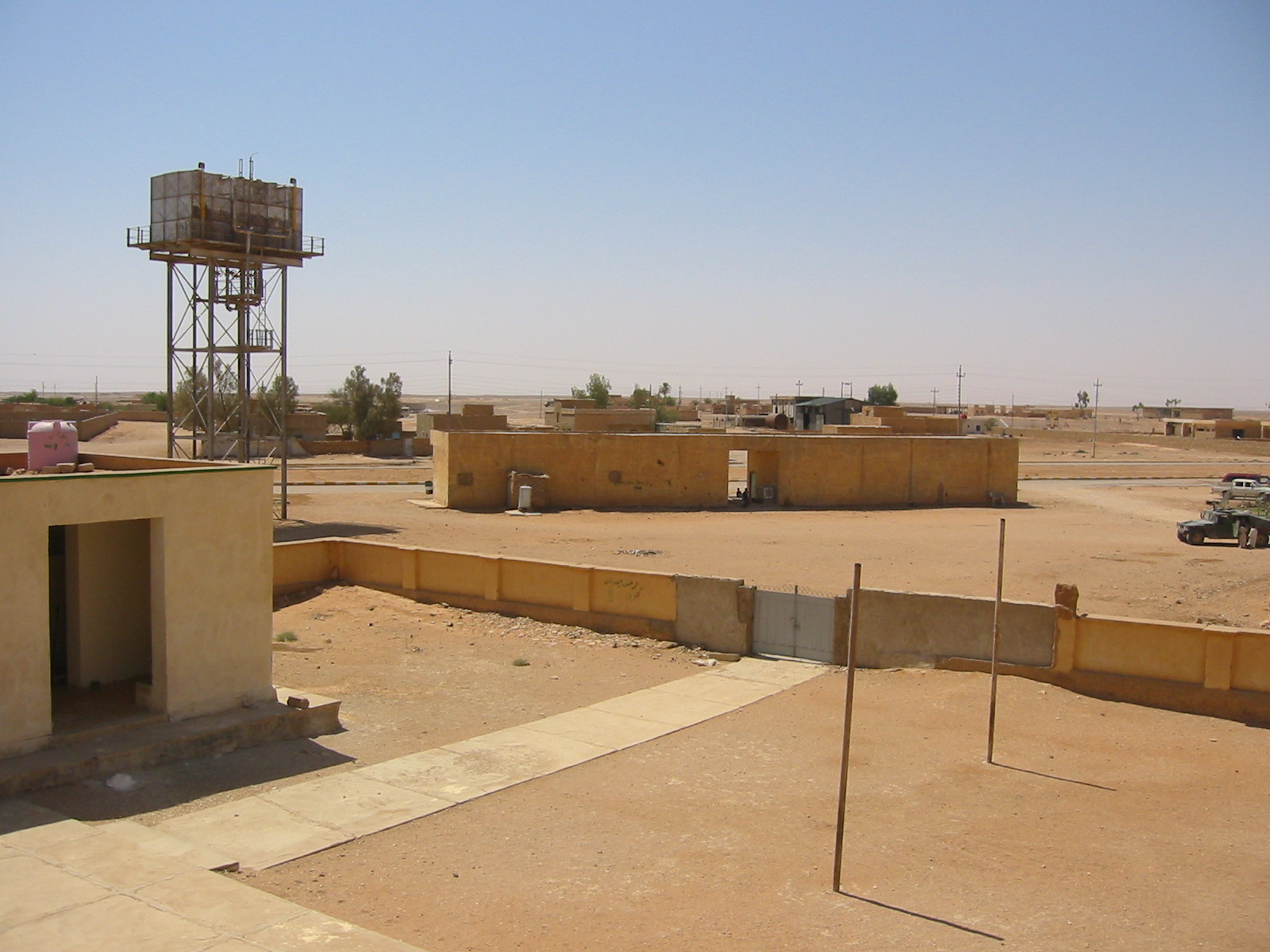
نمایی از شهر النوخیب

نُخَیب شهرکی در استان انبار کشور عراق است. این شهرک در گذشته بر سر راه کاروان‌هایی که به مکه می‌رفتند بود. امروزه نخیب از رونق قدیم برخوردار نیست اما برای نیروهای آمریکایی مکان مناسبی برای پایگاه نظامی است. نخیب حدود ۵۰۰۰ نفر جمعیت دارد.
نخیب در محل پیوستن راه‌های اصلی منطقه واقع شده‌است. راهی از این شهر به سوی جنوب به عربستان سعودی می‌رود. از سوی شمال بزرگراه رمادی-اردن و شمال شرق کربلا قرار دارد.